# Pointe du Lagon
La Pointe du Lagon est un cap de la Guadeloupe. Il fait face à la pointe de la grande vigie. 

## Géographie
Un des caps de la pointe de la grande vigie, il forme avec la pointe du Piton la Porte d'Enfer. 

## Galerie

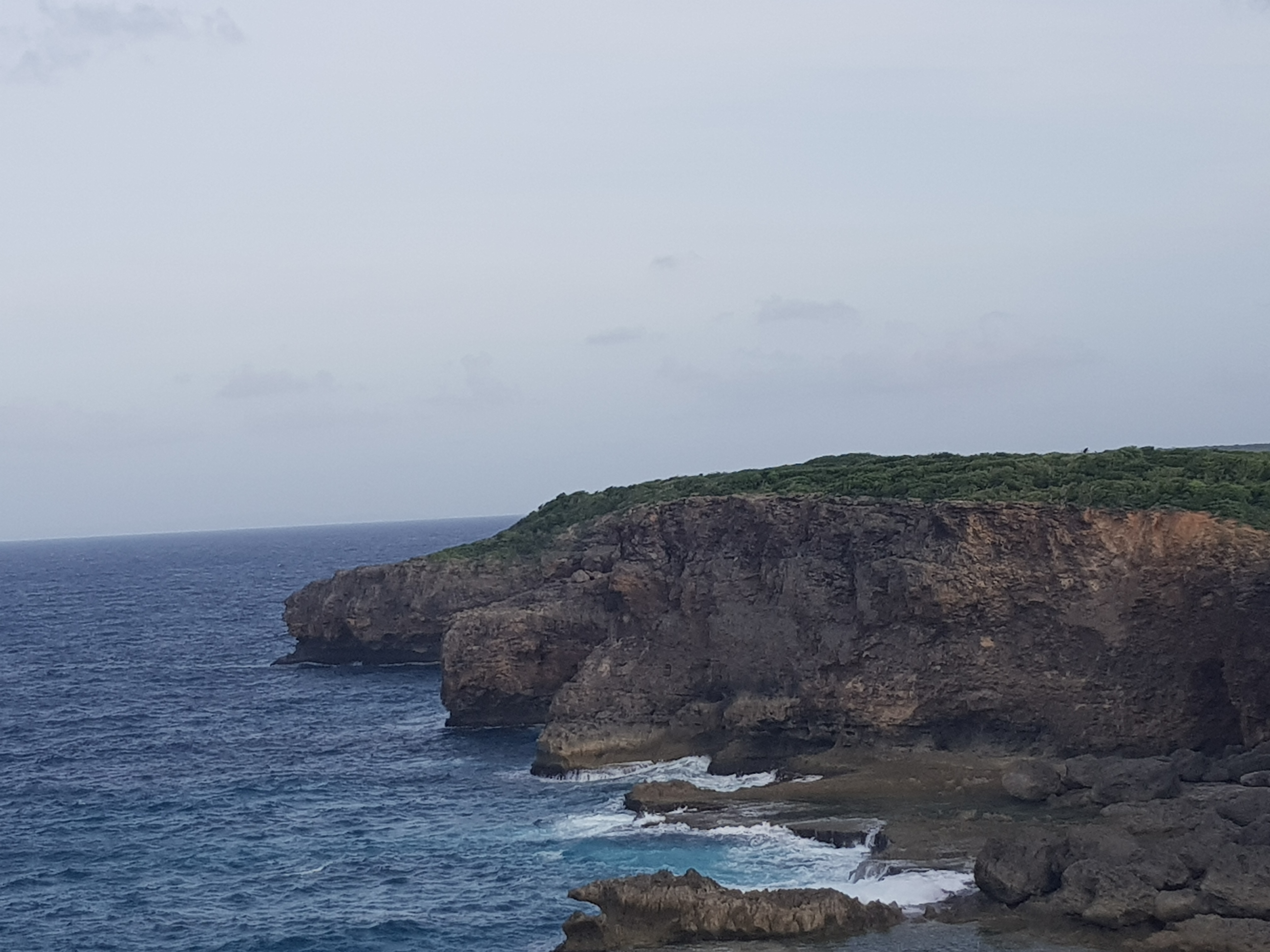
Côte entre la pointe du Lagon et la pointe percée
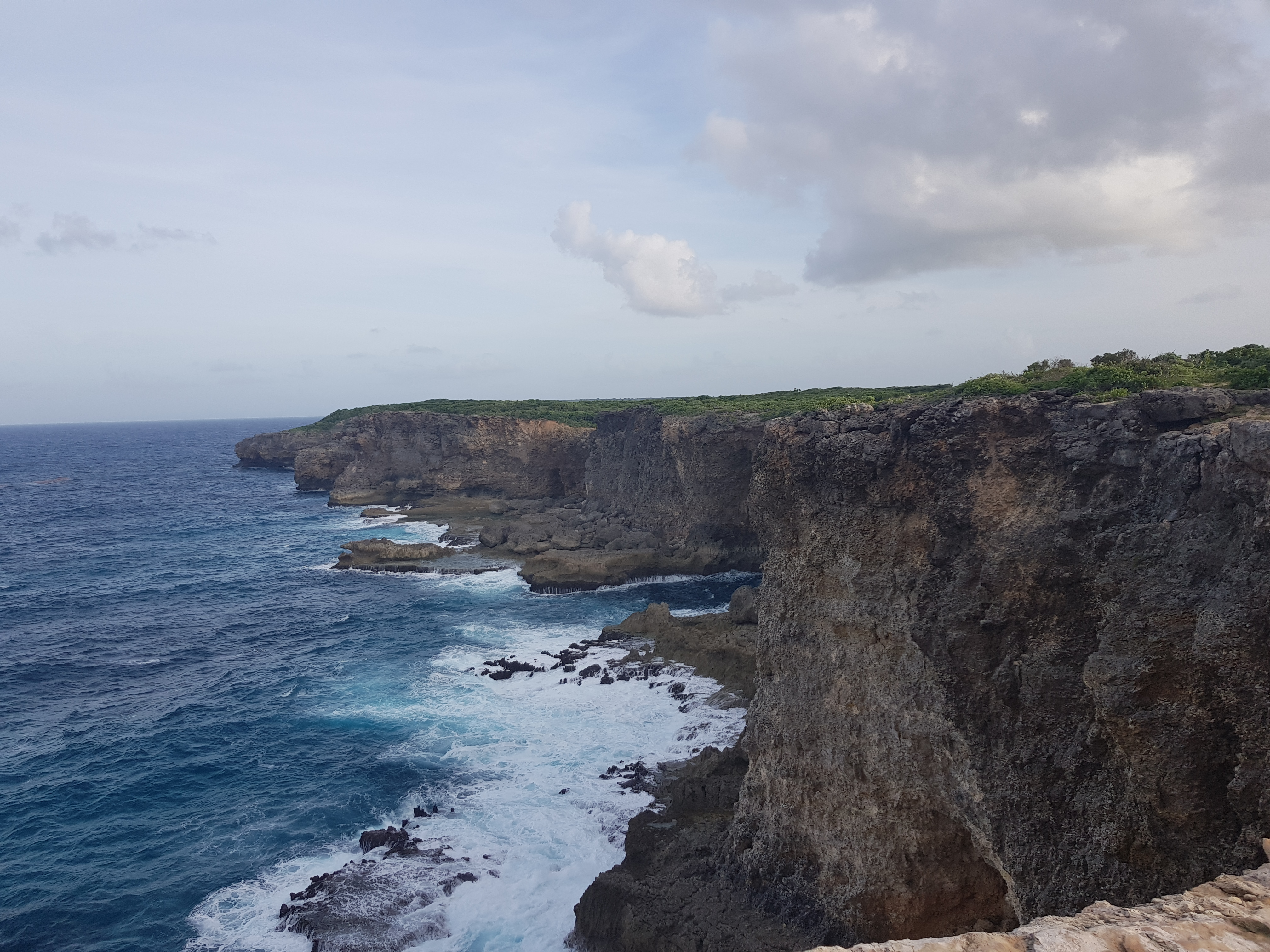
Côte entre la pointe du Lagon et la pointe percée
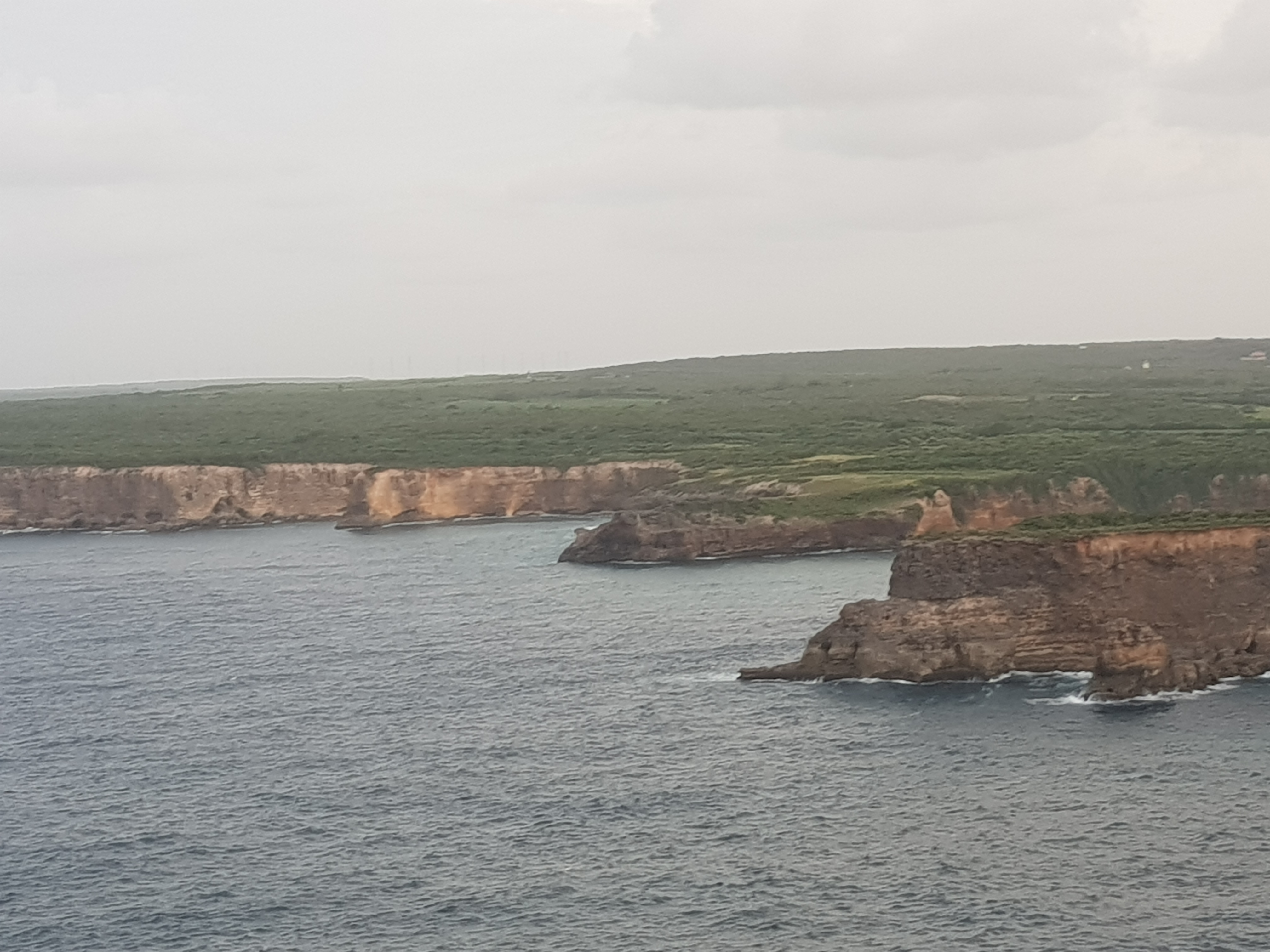
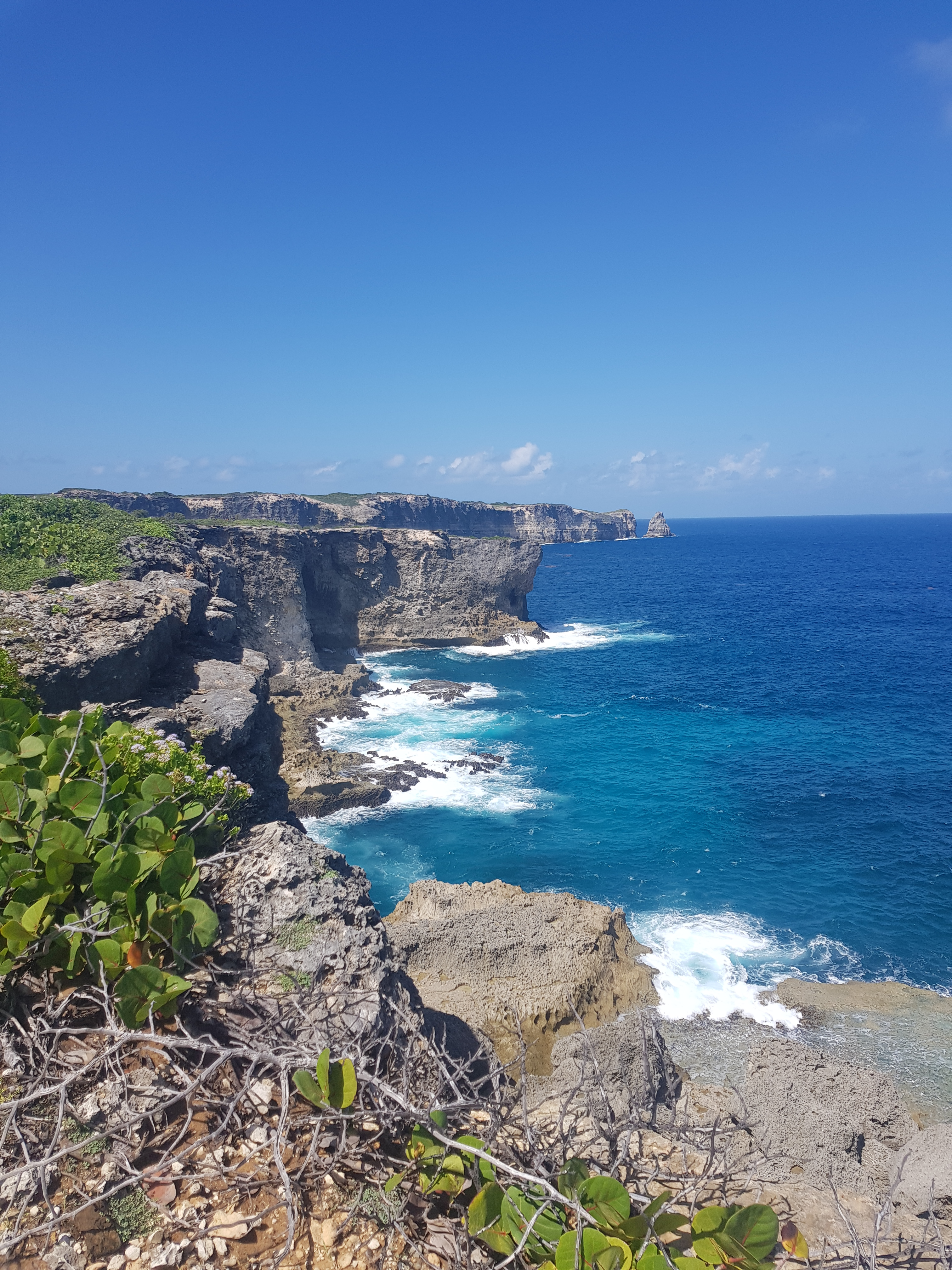
Littoral de la porte d'Enfer